# 코스타스 안토니우
코스타스 안토니우(그리스어: Κώστας Αντωνίου, 1962년 4월 19일, 아테네 ~)는 은퇴한 그리스의 국가대표 축구 선수로, 현역 시절 미드필더로 활약하였다.

## 경력
아테네 출신으로, 안토니우는 1970년대말 파나티나이코스에서 데뷔했다. 그는 공격적인 재능으로 잘 알려져 있다. 파나티나이코스에서 활약하면서, 그는 리그를 4번 (1983-84, 1985-86, 1989-90, 1990-91) 우승하였고, 컵을 3번 (1983-84, 1985-86, 1988-89) 우승했다. 1988년, 그는 올림피아코스에 24M₯에 이적하기로 합의하였다. 그는 합의를 보았으나, 파나티나이코스는 법적 제제를 가해 안토니우의 복귀에 대해 승소했다. 안토니우는 인터뷰에서: "전 파나티나이코스로 돌아가지 아닐 것입니다. 흙을 물고서도요." 라고 표의했다. 안토니우는 관중석에서 6달을 보내다가 다시 선수로 활약했다. 1994년 여름, 그는 아티나이코스로 이적 후, 그곳에서 활약하다 은퇴하였다.
2008년 5월, 안토니우는 그가 지지하는 클럽으로 복귀해 기술 고문으로 취임했다. 2010년 6월, 니콜라스 파테라스 파나티나이코스 회장의 사임과 함께, 안토니우도 같이 사임했다.
안토니우는 1984년부터 1993년까지 그리스 국가대표팀에서 활약하였고, 35경기에 나와 3골을 기록했다.